# Tarot (cómic)
Tarot (Marie Colbert) es un personaje que aparece en los cómics estadounidenses publicados por Marvel Comics.

## Historia publicada
Tarot apareció por primera vez en Nuevos Mutantes # 16-17 (junio-julio de 1984) y fue creado por Chris Claremont y Sal Buscema.
El personaje aparece posteriormente en The Uncanny X-Men # 193 (mayo de 1985), Firestar # 4.2 (abril-junio de 1986), The New Mutants # 39 (mayo de 1986), # 43 (septiembre de 1986), # 53-54 (julio-agosto de 1987), # 56 (octubre de 1987), # 62 (abril de 1988), The New Warriors # 9-10 (marzo-abril de 1991), y al parecer murió en The Uncanny X-Men # 281-282 (octubre-noviembre de 1991). El personaje hizo apariciones póstumas en The New Warriors Annual # 1 (1991) y # 2 (1992). Tarot misteriosamente apareció viva otra vez en X-Force # 87-90 (febrero-mayo de 1999).
Tarot apareció como parte de la entrada "Infernales" en el Manual Oficial del Universo Marvel Edición Deluxe # 5.

## Biografía ficticia
Marie Colbert conocida como Tarot nació en Lyon, Francia. Como Tarot se unirá a los Infernales originales. Era generalmente de carácter y naturaleza simpática. Las habilidades psíquicas de  Mirage desvelarán que Tarot estaba enamorada de uno de los Nuevos Mutantes. Se hace alusión más adelante que el nuevo mutante en cuestión era  Cifra, pero nada muestra este supuesto enamoramiento y en lugar de eso se enamora de uno de sus compañeros de equipo, Émpata. Él no comparte sus sentimientos y deja a los  Infernales con el fin de seducir a Magma, dejándola con el corazón roto. Las construcciones volantes de Tarot a veces sirven como transporte para su grupo.
Tarot y su equipo de batalla de los Nuevos Guerreros tienen su sede sobre el ático de la ex-Infernal Firestar.
Ella es aparentemente asesinada por Trevor Fitzroy y su  Centinelas, que utiliza su fuerza de vida para alimentar uno de sus portales de desplazamiento temporal. Vuelve a aparecer años más tarde como miembro del segundo equipo de los Infernales. La fuerza vital de Tarot está de alguna manera ligada al Rey Bedlam, que al parecer tenía la llave de su resurrección, aunque esto nunca ha sido suficientemente explicado. Después de su resurrección, Tarot muestra un mayor control sobre sus poderes, pudiendo asumir ella misma la apariencia de sus cartas. Durante el conflicto de los Infernales con  X-Force, en la que se enfrenta a su excompañero de equipo  James Proudstar, Tarot les ayuda, provocando la ira de Bedlam. Al final, sin embargo, ella se va con él y con sus nuevos compañeros a un paradero desconocido.

### Día M y Necrosha
Tarot es una de los muchos mutantes que pierden los poderes como resultado del Día M. El Rey Bedlam también estaba entre ellos y esta pérdida aparentemente la lleva a su estado anterior.
Ella es resucitada de nuevo, esta vez junto a sus compañeros caídos, por medio del Virus Transmode para servir como parte del ejército de  Selene de mutantes resucitados. No se explica cómo les son devueltas sus habilidades mutantes. Ella, junto a sus compañeros son enviados por Eli Bard para recoger y reprogramar a Cifra. Son interceptados por los Nuevos Mutantes y  Warlock acaba con ellos con una explosión.

## Poderes y habilidades
Tarot es una  mutante que anteriormente poseía la capacidad de generar construcciones animadas compuestas de energía psiónica tangible basadas en las figuras de dos dimensiones en las  cartas del tarot que llevaba. No se sabe si está limitada actualmente a la utilización de sus imágenes del tarot para luchar o si esto no es más que una preferencia personal. Podía crear varias (hasta cinco, por lo menos) figuras de tamaño humano y grandes construcciones voladoras incluso sin ningún esfuerzo aparente. Las construcciones psiónicas de Tarot tenían una fuerza sobrehumana y duradera, siendo resistentes a daños físicos, temperaturas extremas y a ciertas formas de energía. Estaban completamente bajo su control mental y se disipaban a su orden. Sólo podían ser destruidas por una fuerza que dispersara la mayor parte de su masa psiónica o si ella misma quedaba inconsciente. Era vulnerable si sus construcciones psiónicas eran destruidas ya que la retroalimentación psiónica la dejaba desorientada.
Tarot también poseía un alto grado de capacidad  premonitoria, siendo capaz de predecir con exactitud los acontecimientos que ocurrirían años después. Este poder, sin embargo, en gran parte (si no totalmente) dependía de la utilización de sus cartas del tarot.
Después de su resurrección, Tarot había ganado o aprendido la capacidad de manifestar las características de ciertas cartas del tarot sobre sí misma, como armas y armaduras, aumentando de alguna manera su eficacia en el combate físico.

## Otras versiones

### Era de Apocalipsis
Tarot, junto con varios otros miembros de los Infernales originales, aparecen brevemente en el universo de la Era de Apocalipsis como exagentes de  este. Después de su muerte, se convirtieron en renegados y fueron perseguidos y capturados por los X-Men siguiendo órdenes del gobierno de los Estados Unidos. Sus destinos después de ser puestos bajo custodia del gobierno son desconocidos.